# Arzoá
Arzoá es un lugar situado en la parroquia de Berrande, del municipio español de Villardevós, en la provincia de Orense, Galicia.

## Demografía
| Gráfica de evolución demográfica de Arzoá entre 2000 y 2023 |
|                                                             |
| Datos según el nomenclátor publicado por el INE.            |